# Laxoplumeria macrophylla
Laxoplumeria macrophylla é uma espécie de planta do gênero Laxoplumeria , da família Apocynaceae.  

## Taxonomia
O táxon foi descrito oficialmente em 1949 por Joseph Vincent Monachino. 
A espécie havia sido descrita anteriormente sob o basiônimo Tonduzia macrophylla (gênero Tonduzia) em 1930 por João Geraldo Kuhlmann.